# Bietul Ioanide (roman)
Bietul Ioanide este un roman al scriitorului George Călinescu elaborat în deceniul al cincilea al secolului al XX-lea și publicat în 1953 la Editura de Stat pentru Literatură și Artă.